# Società Unica Abruzzese di Trasporto

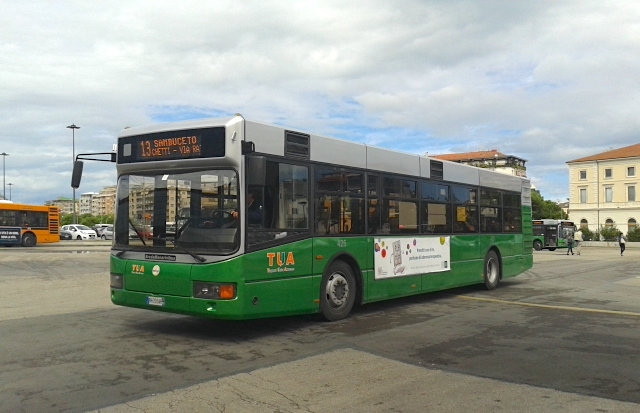
Autobus in servizio sulla linea 13 di Pescara

Società Unica Abruzzese di Trasporto S.p.A., nota semplicemente come Trasporto Unico Abruzzese o TUA, è una società per azioni pubblica italiana, con la Regione Abruzzo come socio unico, che gestisce il trasporto pubblico urbano, interurbano e ferroviario in Abruzzo.
La società nacque nel 2015 dall'incorporazione dei precedenti gestori di trasporto pubblico abruzzesi ossia ARPA, Ferrovia Adriatico Sangritana e GTM. La sede legale è a Chieti mentre la sede della direzione generale e della divisione autolinee è a Pescara, mentre quella della divisione ferroviaria è a Lanciano.
Detiene il  100% di Sangritana spa, società che gestisce le attività di trasporto merci su ferro e agenzia viaggio.

## Storia
TUA nasce ufficialmente il 7 giugno 2015 e diviene operativa dal successivo 2 luglio, eredita un parco vetture di circa 870 automezzi, aventi un'età media di 13 anni e dislocati su tutto il territorio regionale. Il bilancio del primo anno di esercizio si è chiuso con un utile di circa 19 mila euro, e nel 2022 la società chiude il bilancio di esercizio con un utile di oltre 300 mila euro.

## Sede
La sede legale è ubicata a Chieti, in via Asinio Herio n.75, nella precedente sede dell'ARPA.
La direzione generale si trova invece nella sede operativa a Pescara, in via San Luigi Orione n.4, nella precedente sede della GTM.
Le unità di produzione dell'azienda sono ubicate a Pescara (Area Metropolitana), L'Aquila, Teramo, Lanciano, Avezzano, Sulmona e Giulianova.
Il deposito ferroviario  ha sede a Treglio in località Torre della Madonna.

## Esercizio

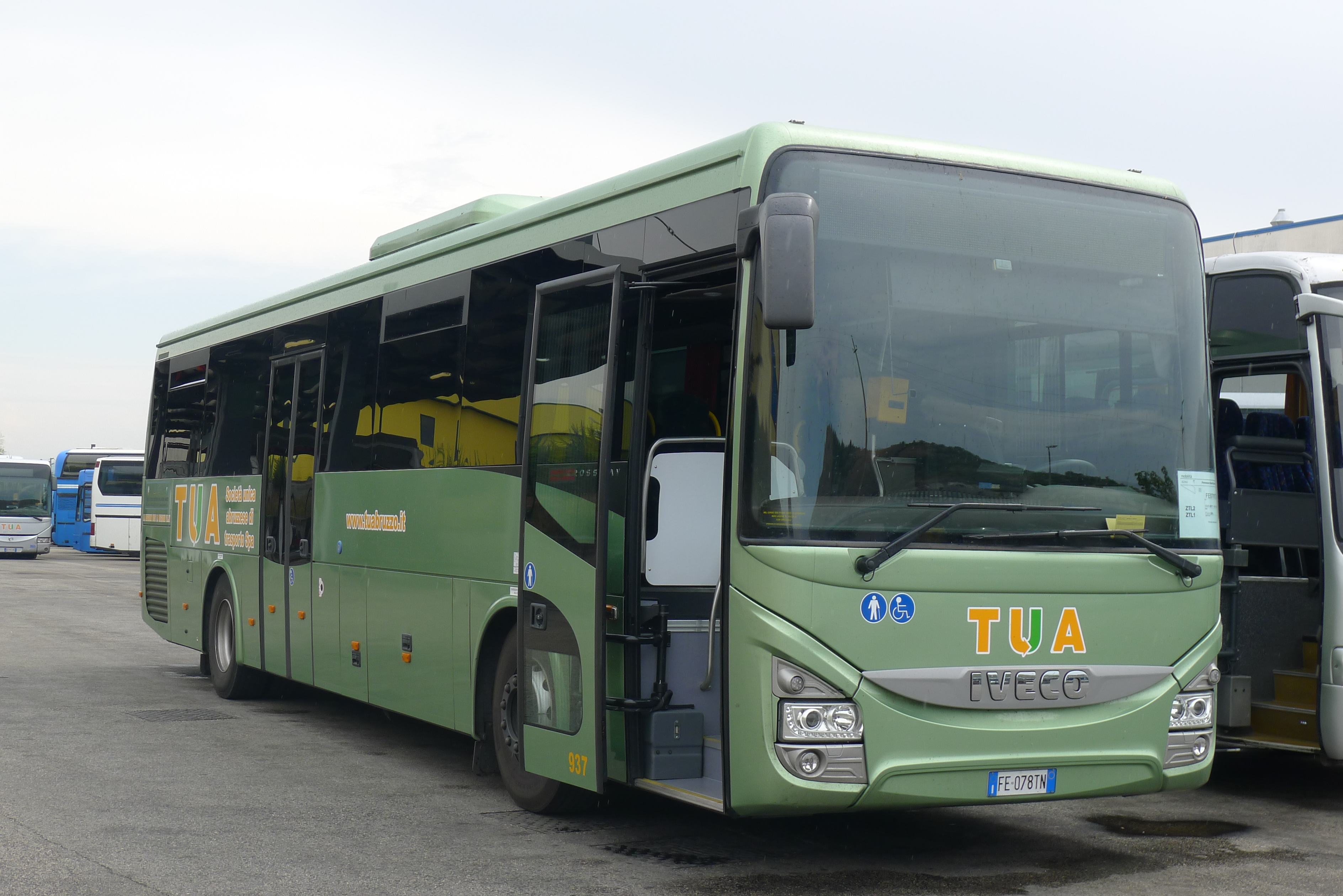
Autobus Iveco Crossway nel deposito aquilano

### Servizi su gomma

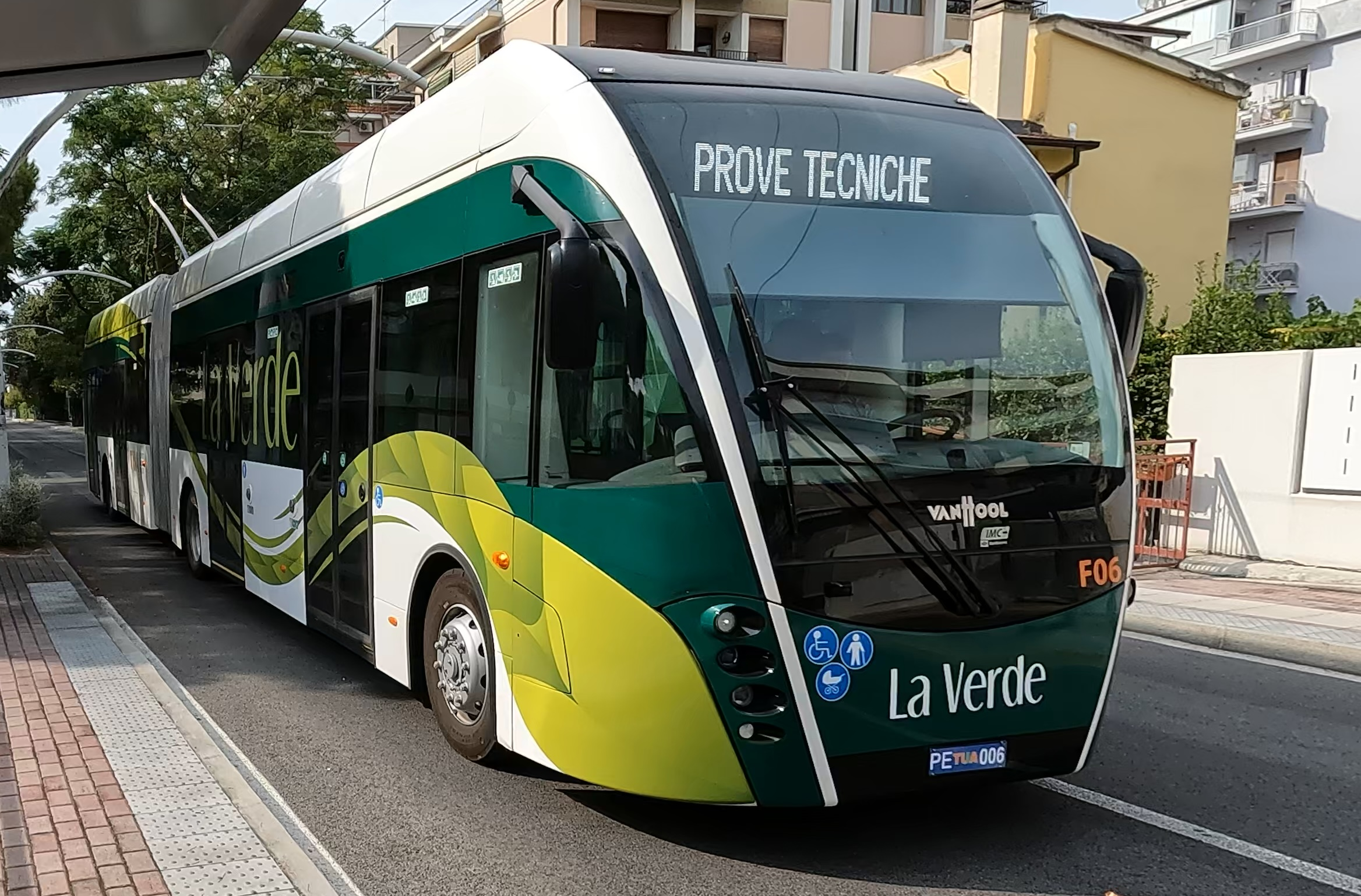
Un filobus Van Hool Exquicity in prova lungo la filovia di Pescara

L'azienda, che dispone di 845 autobus (di cui 110 alimentati a metano), ha in carico i seguenti servizi:
- Autoservizi urbani di Pescara, Montesilvano, Spoltore, Cappelle sul Tavo, Penne, Sambuceto e Francavilla al Mare
- Autoservizi suburbani di Pescara, L'Aquila, Giulianova, Teramo, Sulmona, Chieti e Avezzano
- Autoservizi extraurbani in concessione esclusiva per il territorio regionale
- Linea interregionale Pescara-Chieti-Roma, in ATI con Di Fonzo srl e Di Febo-Capuani srl.
- Linea interregionale Giulianova-Teramo-L'Aquila-Roma
- Linea interregionale Pescara-Napoli-Salerno, in ATI con Satam (del gruppo La Panoramica)

### Servizi su ferro

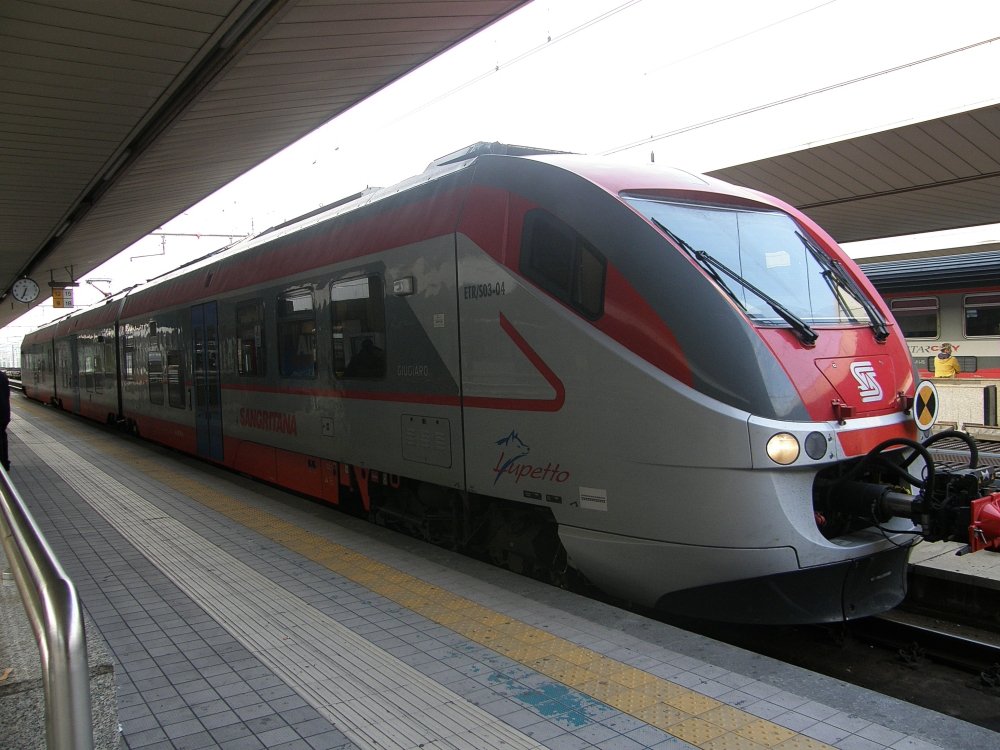
Un convoglio Lupetto della Sangritana in sosta nella stazione di Pescara Centrale

Il parco treni è composto da 6 Minuetto, 3 ETR.104, 2 ALn 776, destinati ai servizi passeggeri, e da 7 locomotori per trasporto merci. La società offre i seguenti servizi ferroviari:
- Servizi ferroviari sulle direttrici Pescara-Sulmona, Pescara-Teramo, Pescara-Termoli, Lanciano-San Benedetto del Tronto e Pescara-L'Aquila. Gestisce inoltre un collegamento giornaliero con Roma.[13]
- Servizi trasporto ferroviario merci sulla direttrice Adriatica (Atessa-Verona, Atessa-Novara, Manoppello-Novara e Manoppello-Verona).